# Otome Point
Der Otome Point (japanisch 乙女の鼻 Otome-no-hana, deutsch ‚Mädchennase‘) ist eine Landspitze an der Kronprinz-Olav-Küste des ostantarktischen Königin-Maud-Lands. Sie liegt 3 km südwestlich des Kap Hinode.
Luftaufnahmen und Vermessungen der von 1957 bis 1962 durchgeführten japanischen Antarktisexpedition dienten ihrer Kartierung. Die 1973 durch japanische Wissenschaftler vorgenommene deskriptive Benennung übertrug das Advisory Committee on Antarctic Names zwei Jahre später in einer angepassten Teilübersetzung ins Englische.